# Dochia și Traian

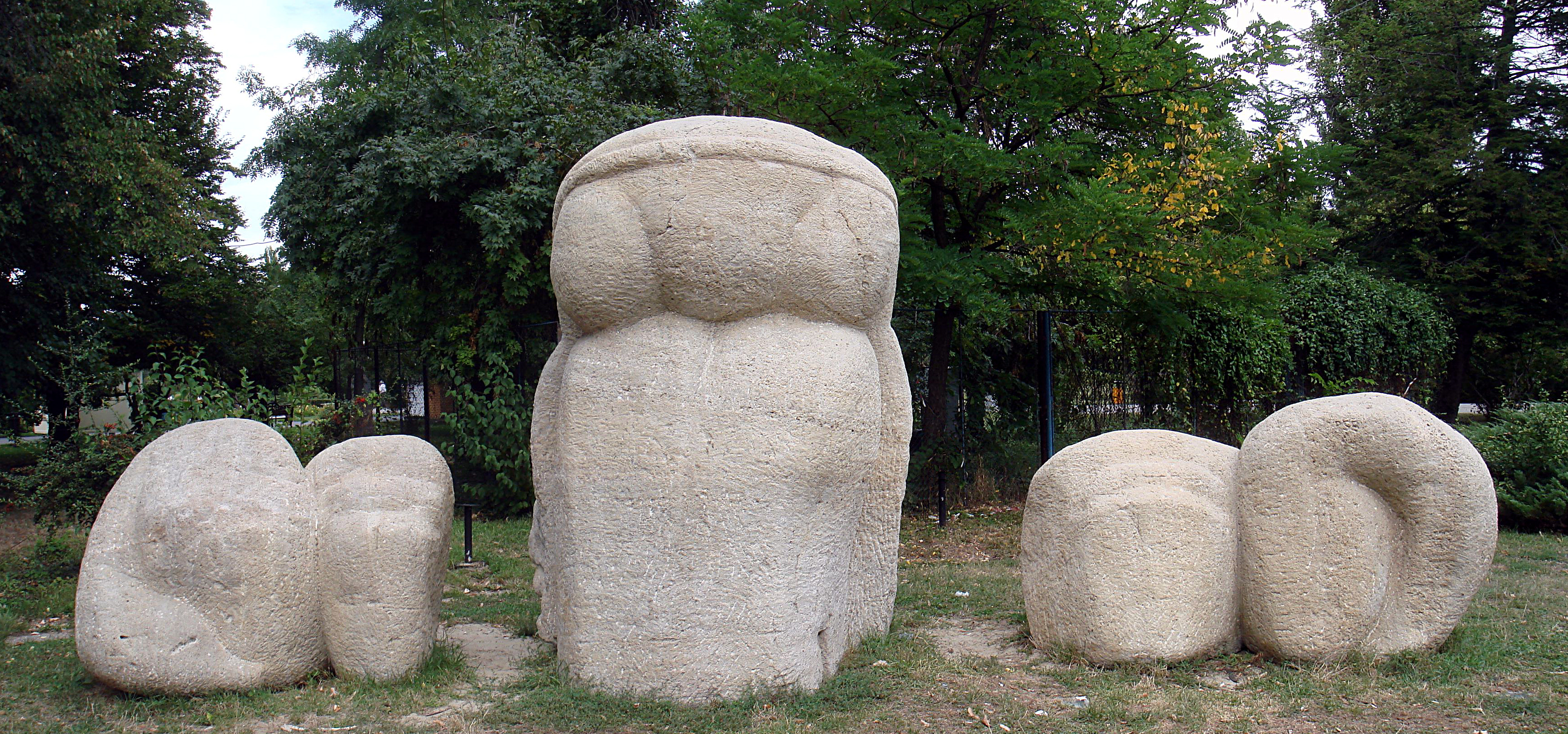
Legenda Dochiei - sculptură în piatră de Gheorghe Iliescu-Călinești, Parcul Herăstrău, București

Considerată de către George Călinescu mitul etnogenezei, legenda populară românească Dochia și Traian descrie legenda Dochiei, fiica lui Decebal, care, sub amenințarea romană, pentru a nu își părăsi pământul și neamul se transformă alături de "a ei popor" în stâncă. 
Legenda populară a Dochiei a fost tema mai multor lucrări literare. Vasile Pârvan spune că asemenea stânci antropomorfe ca stânca Dochiei și oile, sunt simbolul unui idol păgân care dăinuia de veacuri la dacii liberi din Carpații Orientali. În Dochia și Traian de Gheorghe Asachi, Dochia împietrită este localizată "între Piatra Detunată, ș-al Sahastrului Picior". Popular legenda este plasată în Moldova, în zona masivului Ceahlău unde există formațiuni stâncoase cu un aspect deosebit. În creația eminesciană legenda stă la baza operei, rămasă în proiect, Decebal. Aici Dochia este nepoata fostului rege Diurpaneu. Și la Mihai Eminescu, Dochia, vara primară a principelui dac Boris, urma să simbolizeze (conform însemnărilor eminesciene) stânca împietrită, neputând să se despartă de pământul ei.
În opinia lui Petru Creția, Dochia reprezintă fața antitetică a lui Decebal: chipul Dochiei, întors către Roma ca spre un principiu de depășire a violenței nimicitoare a istoriei, ca spre o stabilitate și ordine superioară, și durerea vieții pe care n-o poate depăși.